# Кинельский сельсовет
Кине́льский сельсовет — сельское поселение в Матвеевском районе Оренбургской области Российской Федерации.
Административный центр — посёлок Кинельский.

## История
9 марта 2005 года в соответствии с законом Оренбургской области № 1904/312-III-ОЗ образовано сельское поселение Кинельский сельсовет, установлены границы муниципального образования.
26 июня 2013 года в соответствии с законом Оренбургской области № 1657/462-V-ОЗ в состав сельсовета включен упразднённый Азаматовский сельсовет.

## Население
| 2010  | 2012  | 2013  | 2014  | 2015  | 2016  | 2017  |
| ----- | ----- | ----- | ----- | ----- | ----- | ----- |
| 1310  | ↘1273 | ↘1237 | ↗1438 | ↘1437 | ↘1417 | ↘1387 |
| 2018  | 2019  | 2020  | 2021  |       |       |       |
| ↘1379 | ↘1336 | ↘1316 | ↘1244 |       |       |       |

## Состав сельского поселения
| № | Населённый пункт       | Тип населённого пункта          | Население |
| - | ---------------------- | ------------------------------- | --------- |
| 1 | Азаматово              | село                            | 184       |
| 2 | Африка                 | посёлок                         | 107       |
| 3 | Высотный               | посёлок                         | 227       |
| 4 | Камышла                | посёлок                         | 13        |
| 5 | Кинельский             | посёлок, административный центр | 869       |
| 6 | Нижненовокутлумбетьево | деревня                         | 107       |